# Jan van Neck

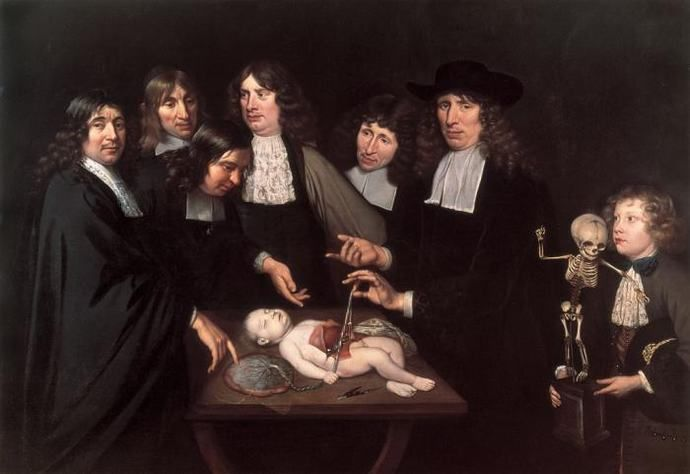
De anatomische les van Dr. Frederik Ruysch, Amsterdam Museum, 141 x 203 cm.

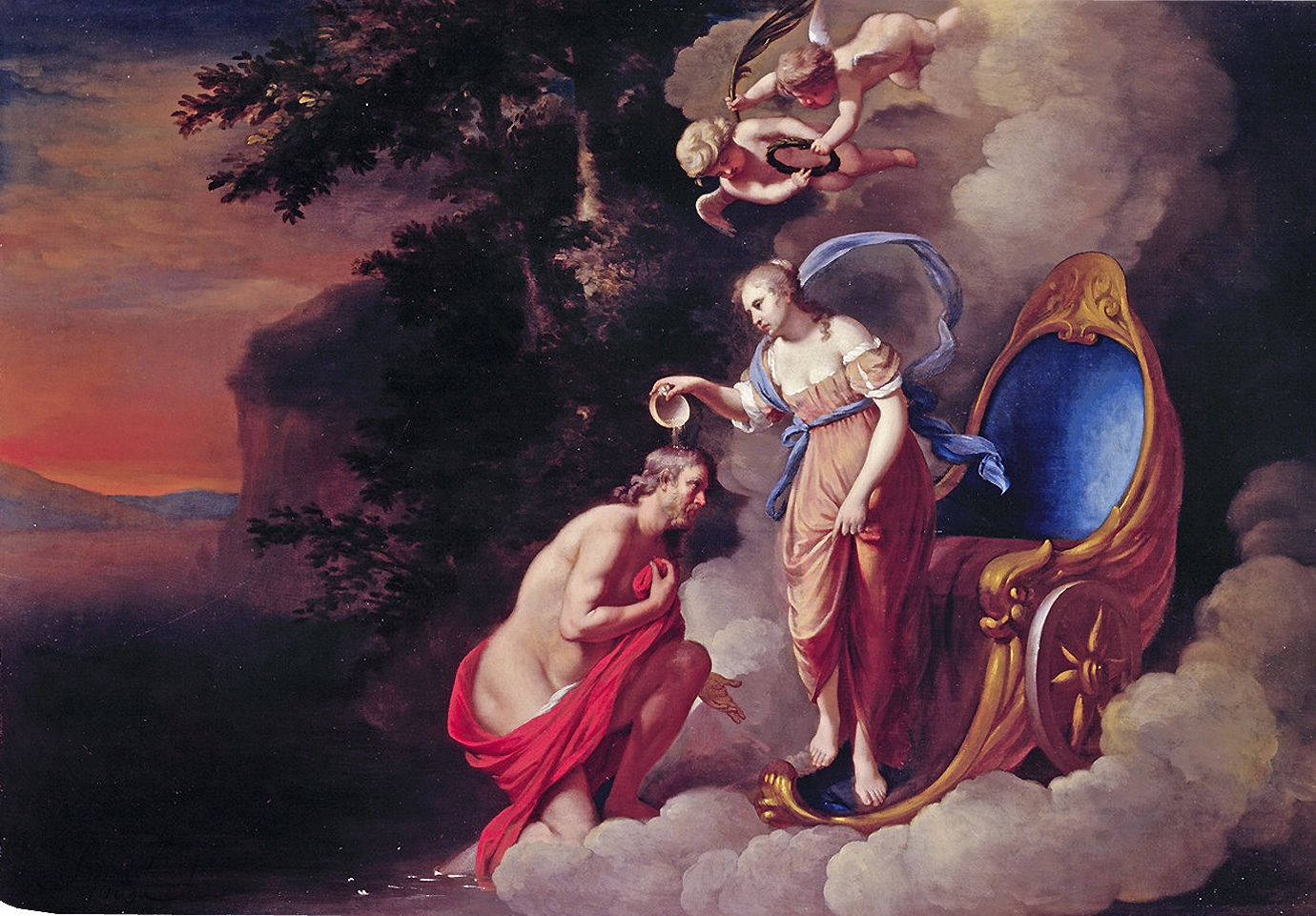
De apotheose van Aeneas, Wallraf-Richartz-Museum.

Jan van Neck (Naarden, 1634-1635 - Amsterdam, 6 juni 1714) was een Nederlands kunstschilder uit de Gouden Eeuw.

## Leven en werk
Van Neck was de zoon van een arts, maar koos voor het schildersvak. Als jongeling trad hij in de leer bij Jacob Adriaensz. Backer. Hij werkte in de stijl van de barok, soms met classicistische elementen. Hij schilderde vooral historische werken met een allegorisch karakter, naakte vrouwen (vaak badend), portretten en groepsportretten. Ook maakte hij altaarwerken en interieurschilderingen.
Een van Van Necks bekendste werken is De anatomische les van Dr. Frederik Ruysch uit 1683, thans in het Amsterdam Museum. Het is een schilderij in de traditie van De anatomische les van Dr. Nicolaes Tulp van Rembrandt, alleen benadrukt hij veel minder de levenloze staat van het lichaam, in dit geval van een pasgeborene. Integendeel, het knuistje dat de navelstreng vasthoudt suggereert een schijnslaap, die ook Ruysch zelf nastreefde door het toevoegen van pigmenten via injecties, teneinde een levende huidskleur te behouden. Curieus is de toevoeging van Ruysch' zoon Hendrik, rechts, die een door zijn vader geprepareerd kinderskeletje vasthoudt.
Van Neck was bevriend met de kunstschilder Dirck Ferreris. Arnold Houbraken schreef zijn biografie in zijn boek De groote schouburgh der Nederlantsche konstschilders en schilderessen (1718–1721). Van Neck overleed in 1714, 79 jaar oud.